# 仇岗卫士
《仇岗卫士》（The Warriors of Qiugang）是2010年一部美国纪录短片。由美籍华人杨紫烨执导。本片讲述了中国安徽省蚌埠市仇岗村，一個人口只有1900人的村子裡，一位叫张功利的农民利用各种渠道和资源，迫使当地的违规污染企业九采罗化工厂撤离村庄的故事。本片获得了第83届奥斯卡金像奖最佳纪录短片提名。